# جوني والش
جوني والش (بالإنجليزية: Johnny Walsh)‏ هو لاعب كرة قدم أيرلندي، ولد في 8 نوفمبر 1957. لعب مع نادي يميريك.